# The birds and the bees
The birds and the bees is een single van Jewel Akens. Het volgde op een periode dat Jewel Akens deel uitmaakte van de Turn-Arounds. Deze zouden ook dit lied opnemen, maar Akens was de enige die er oren naar had.

## Geschiedenis
The birds and the bees (Nederlands: "De bloemetjes en de bijtjes") is waarschijnlijk geschreven door de 12-jarige zoon van de eigenaar van Era Records, Herb Newman. Op het platenlabel van de single werd echter Barry Stuart genoteerd, wellicht als pseudoniem. Uitgaven daarna en de bladmuziek vermeldden echter Herb Newman. Het lied werd door Akens opgenomen in de Gold Star Studios in Los Angeles. Stan Ross was daar de geluidstechnicus.

## Hitnotering
Akens had een soort eendagsvlieg in de Billboard Hot 100. De opvolger van The birds and the bees haalde slechts twee weken die hitlijst en bleef onderin steken. The birds and the bees stond veertien weken in de Billboard Hot 100 en haalde daarin twee weken de derde plaats. Het moest het afleggen tegen The Beatles met Eight Days a Week en The Supremes met Stop! In the name of love. Het succes in het Verenigd Koninkrijk was beduidend minder. Het stond acht weken genoteerd in de UK Singles Chart met 29 als hoogste plaats.

### Nederland en België
In een voorloper van de Nederlandse Single Top 100 haalde het 10 weken notering met een hoogste plaats nummer 2. Ook hier zaten The Beatles hem dwars, dit maal met Ticket to ride. De Belgische BRT Top 30 ontstond pas in 1970. In de voorloper van de Vlaamse Ultratop 50 stond het twee maanden (maandlijsten) genoteerd met een piek op plaats 6.

#### Nederlandse Top 40
De Nederlandse top 40 was net begonnen en kreeg The birds en the bees voor 24 weken in de lijst. Ook hier waren The Beatles de boosdoeners inzake de blokkade op nummer 1 met Ticket to ride.
| Hitnotering: week 11 t/m 34 in 1965 | Hitnotering: week 11 t/m 34 in 1965 | Hitnotering: week 11 t/m 34 in 1965 | Hitnotering: week 11 t/m 34 in 1965 | Hitnotering: week 11 t/m 34 in 1965 | Hitnotering: week 11 t/m 34 in 1965 | Hitnotering: week 11 t/m 34 in 1965 | Hitnotering: week 11 t/m 34 in 1965 | Hitnotering: week 11 t/m 34 in 1965 | Hitnotering: week 11 t/m 34 in 1965 | Hitnotering: week 11 t/m 34 in 1965 | Hitnotering: week 11 t/m 34 in 1965 | Hitnotering: week 11 t/m 34 in 1965 | Hitnotering: week 11 t/m 34 in 1965 | Hitnotering: week 11 t/m 34 in 1965 | Hitnotering: week 11 t/m 34 in 1965 | Hitnotering: week 11 t/m 34 in 1965 | Hitnotering: week 11 t/m 34 in 1965 | Hitnotering: week 11 t/m 34 in 1965 | Hitnotering: week 11 t/m 34 in 1965 | Hitnotering: week 11 t/m 34 in 1965 | Hitnotering: week 11 t/m 34 in 1965 | Hitnotering: week 11 t/m 34 in 1965 | Hitnotering: week 11 t/m 34 in 1965 | Hitnotering: week 11 t/m 34 in 1965 | Hitnotering: week 11 t/m 34 in 1965 |
| Week:                               | 1                                   | 2                                   | 3                                   | 4                                   | 5                                   | 6                                   | 7                                   | 8                                   | 9                                   | 10                                  | 11                                  | 12                                  | 13                                  | 14                                  | 15                                  | 16                                  | 17                                  | 18                                  | 19                                  | 20                                  | 21                                  | 22                                  | 23                                  | 24                                  |                                     |
| ----------------------------------- | ----------------------------------- | ----------------------------------- | ----------------------------------- | ----------------------------------- | ----------------------------------- | ----------------------------------- | ----------------------------------- | ----------------------------------- | ----------------------------------- | ----------------------------------- | ----------------------------------- | ----------------------------------- | ----------------------------------- | ----------------------------------- | ----------------------------------- | ----------------------------------- | ----------------------------------- | ----------------------------------- | ----------------------------------- | ----------------------------------- | ----------------------------------- | ----------------------------------- | ----------------------------------- | ----------------------------------- | ----------------------------------- |
| Positie:                            | 40                                  | 31                                  | 16                                  | 11                                  | 9                                   | 13                                  | 15                                  | 11                                  | 6                                   | 5                                   | 3                                   | 3                                   | 3                                   | 2                                   | 4                                   | 3                                   | 6                                   | 11                                  | 18                                  | 18                                  | 23                                  | 31                                  | 38                                  | 40                                  | uit                                 |

#### NPO Radio 2 Top 2000
| Nummer met noteringen in de NPO Radio 2 Top 2000 | '99  | '00  |
| ------------------------------------------------ | ---- | ---- |
| The birds and the bees                           | 1777 | 1910 |

1. ↑  Een vetgedrukt getal geeft de hoogste notering aan.
2. ↑  Deze tabel is bijgewerkt tot en met de laatste editie (2024).

## Covers
Onder de artiesten die dit nummer ook opnamen bevonden zich Peggy March, Brenda Lee, Billy Preston. Anderen daarin waren Spooky and Sue, Sha Na Na, Jan Keizer. Er zijn ook versies verschenen in andere talen:
- Deens: Fugle og bier en Blomster og bier
- Fins: Pienet itrokirjaimet (1987) en Kuinka kuu katoaa
- Duits: Heute male ich dein Bild, Cindy Lou
- Italiaans: Sulla sabbia c’era lei
- Frans: Bientôt les vacances en Tu dis des bêtises
- Hongaars: Madarak en Mehek
- Zweeds: Blommor och bins